# ICAT

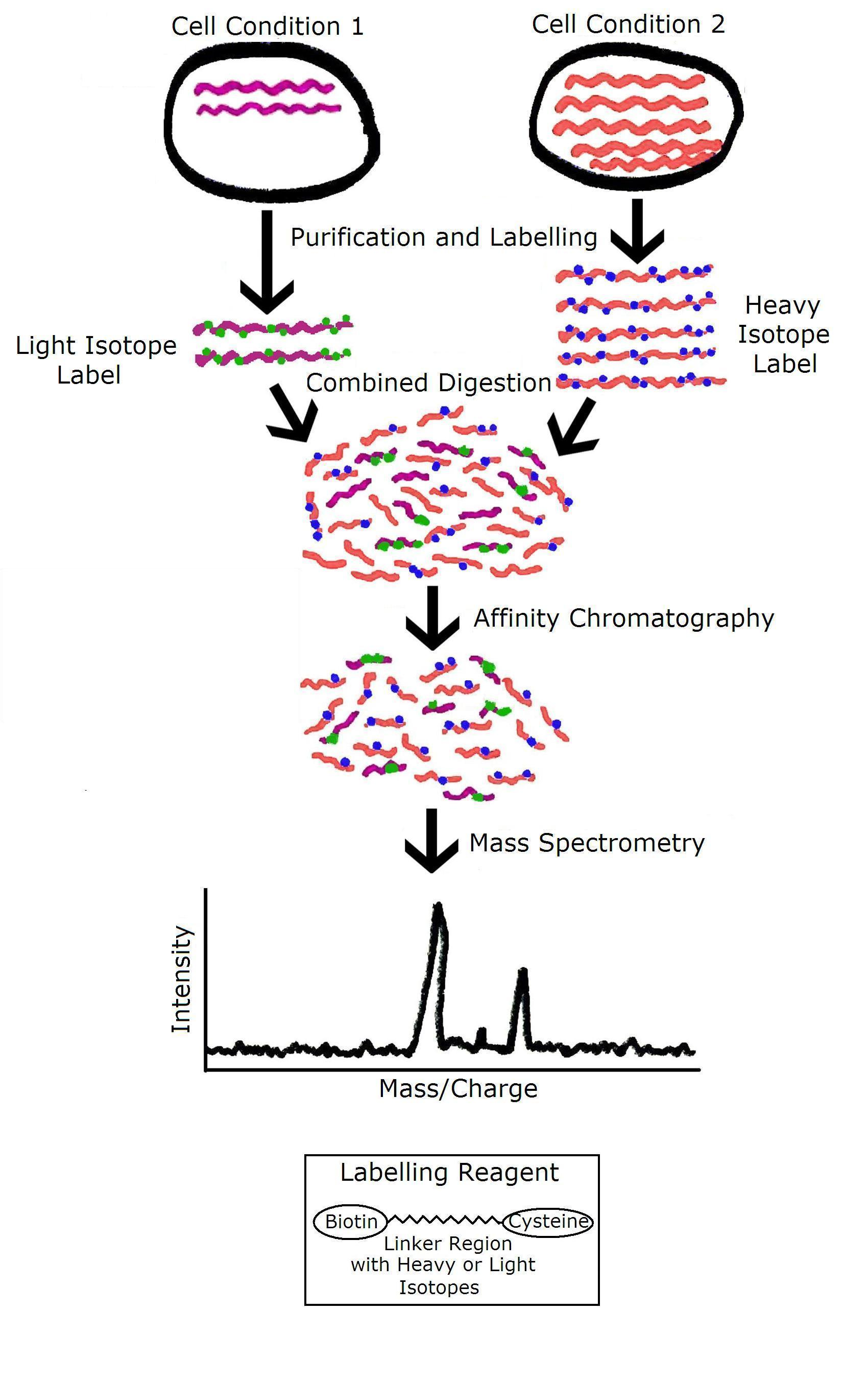
Schematischer Ablauf des ICAT-Verfahrens

ICAT (von englisch Isotope-coded affinity tag ‚Isotopen-codierte Affinitätsmarkierung‘) ist eine biochemische Methode für quantitative Proteinanalysen, welche sich auf eine massenspektrometrische Analyse eines Proteins anhand seiner Markierung mit einem Protein-Tag stützt, welches zuvor mit unterschiedlichen Isotopen gekoppelt wurde.

## Eigenschaften
Die zu untersuchenden Proben bestehen üblicherweise aus drei fundamentalen Elementen: eine funktionelle Gruppe, die imstande ist, eine spezifische Seitenkette einer Aminosäure zu markieren (z. B. Iodacetamid zur Markierung von Cysteinresten), einen von Isotopen umringten Vernetzer und einen Tag (z. B. Biotin) für die auf Affinität basierende Trennung von markierten Proteinen bzw. Peptiden. Um zwei Proteome quantitativ zu vergleichen, wird eine Probe mit der leichten Version des Isotops markiert und die andere mit der Schweren. Um Fehler zu minimieren, verdaut man die zu untersuchenden Substanzen mit Protease (meist Trypsin) und unterzieht sie einer Avidin-Affinitätschromatographie, um die mit Isotopen ummantelten Peptide zu isolieren. Diese Peptide werden dann per LC-MS analysiert. Das Verhältnis der Signalstärken der verschiedenen Peptide, welche mit unterschiedlich schweren Isotopen markiert wurden, dient der relativen Mengenbestimmung. Ursprünglich wurde ICAT mit Deuterium entwickelt, aufgrund von Interaktionen mit der stationären Phase wurde später auf 13C umgestellt.